# 莫里斯·比菲埃
莫里斯·比菲埃（法語：Maurice Buffière，1934年3月6日—），法国篮球运动员，曾效力于ASVEL俱乐部。他曾代表法国参加1956年夏季奥运会男子篮球比赛，最终获得第四名。